# Mausolée de Hô Chi Minh
Le mausolée de Hô Chi Minh (vietnamien : Lăng Chủ tịch Hồ Chí Minh) est un édifice situé sur la place Ba Dinh à Hanoï au Vietnam,.

## Présentation
Le mausolée a été construit pour accueillir la dépouille mortuaire de Hô Chi Minh, fondateur de la République démocratique du Viêt Nam, mort le 2 septembre 1969. Avant l’édification du mausolée, la dépouille était conservée à Đá Chông.
La construction de l'édifice qui s'inspire de celui de Lénine sur la place Rouge à Moscou, a débuté le 2 septembre 1973. Le mausolée a été inauguré le 29 août 1975. Ses dimensions sont de 41,2 mètres de côtés pour 21,6 mètres de hauteur. Les matériaux utilisés sont du granite gris pour l'extérieur, tandis que l'intérieur est en granite gris, noir et rouge, ainsi que de la pierre polie. L'inscription au-dessus du portique d'entrée : Chủ tịch Hồ Chí Minh signifie « Président Ho Chi Minh ».
Le corps de Ho Chi Minh est préservé dans le froid, sous un sarcophage de verre éclairé par les lumières tamisées. Le mausolée est fermé à l'occasion pour un travail régulier de restauration et préservation de la dépouille présidentielle. Sinon, le monument est normalement ouvert au public tous les jours de 9 h à midi.
Le hall central du mausolée est protégé par une garde d'honneur militaire. Les règles concernant l'habillement et le comportement des visiteurs sont rigoureusement appliquées par le personnel et les gardes. Ainsi les jambes ne doivent pas être dénudées. Les visiteurs doivent se tenir sur deux rangées et garder le silence, les mains ne doivent pas être dans les poches, et les  bras ne doivent pas être croisés. Il est également interdit de fumer, de photographier, ou d'effectuer des enregistrements vidéo à l'intérieur du mausolée.

## Galerie

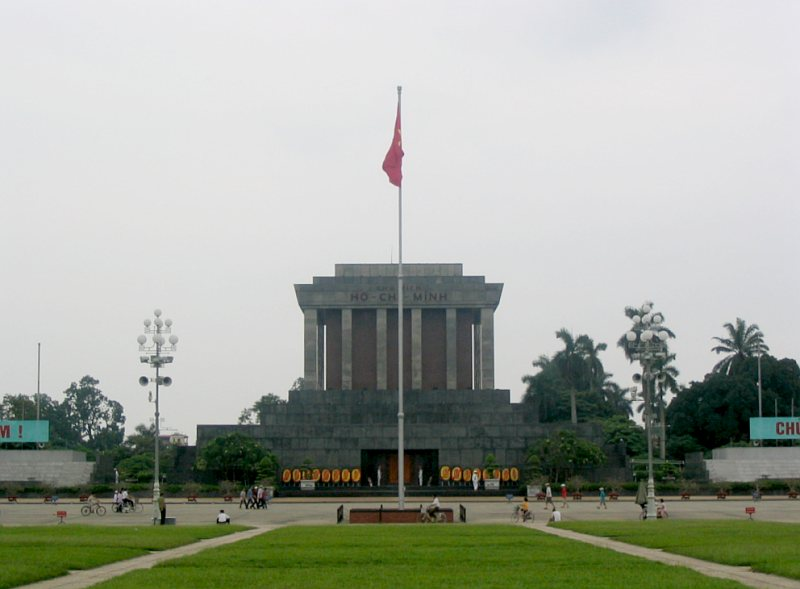
Le mausolée de Hô Chi Minh.
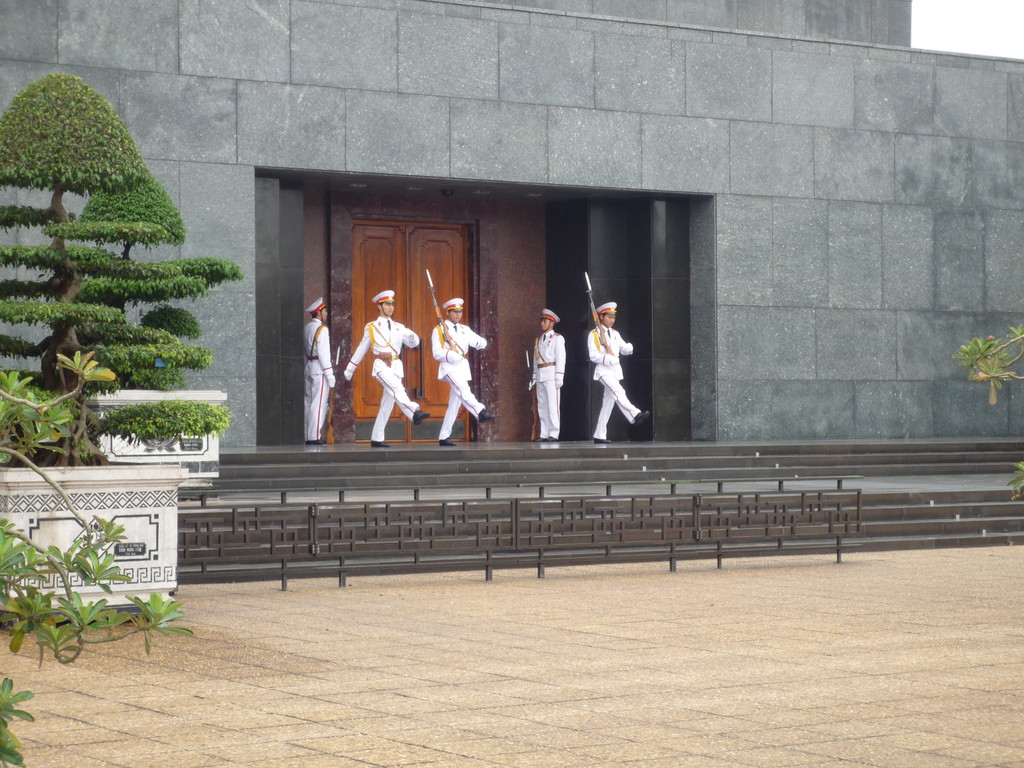
La garde au mausolée.
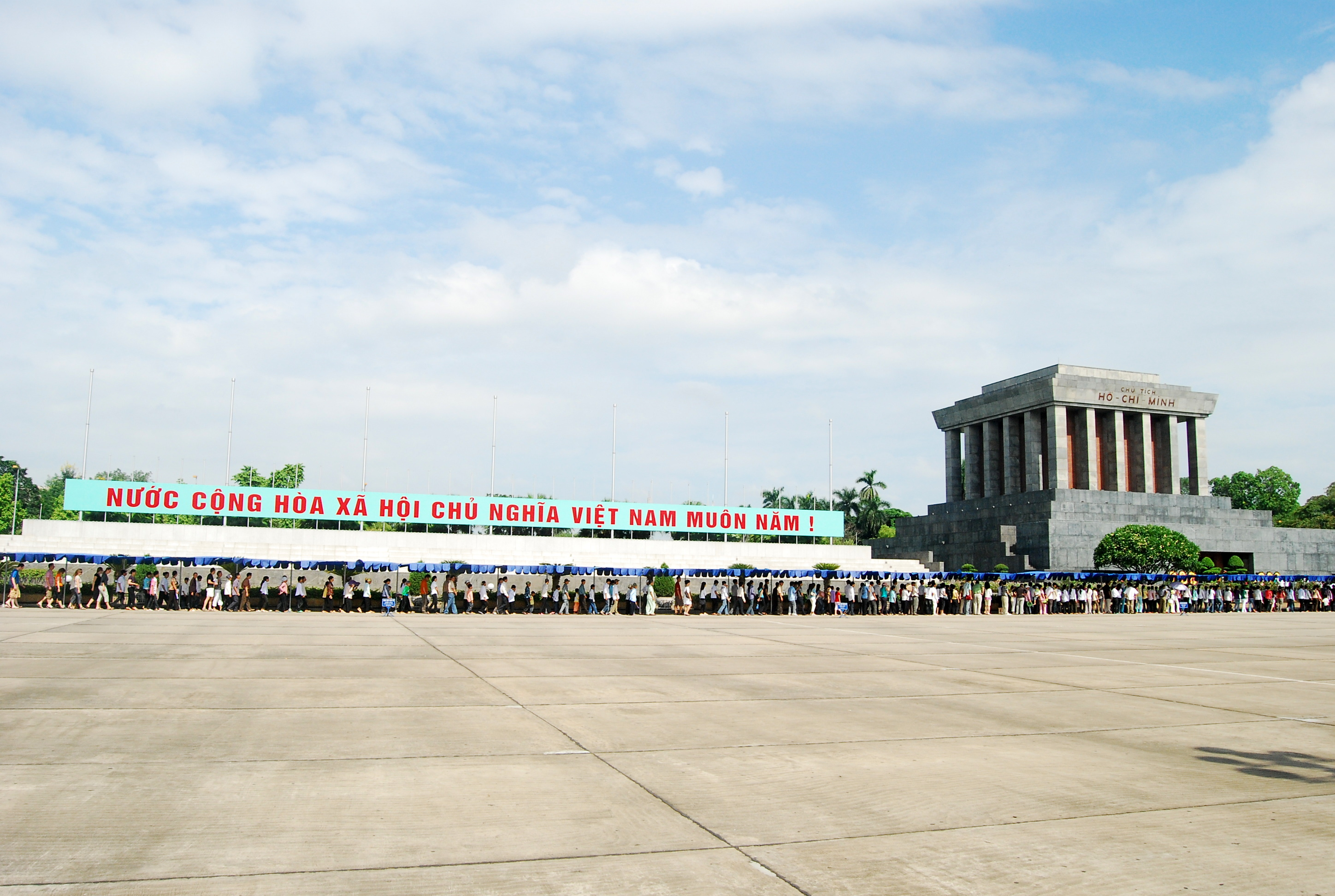
File d'attente pour la visite du mausolée.